# 色情电刺激

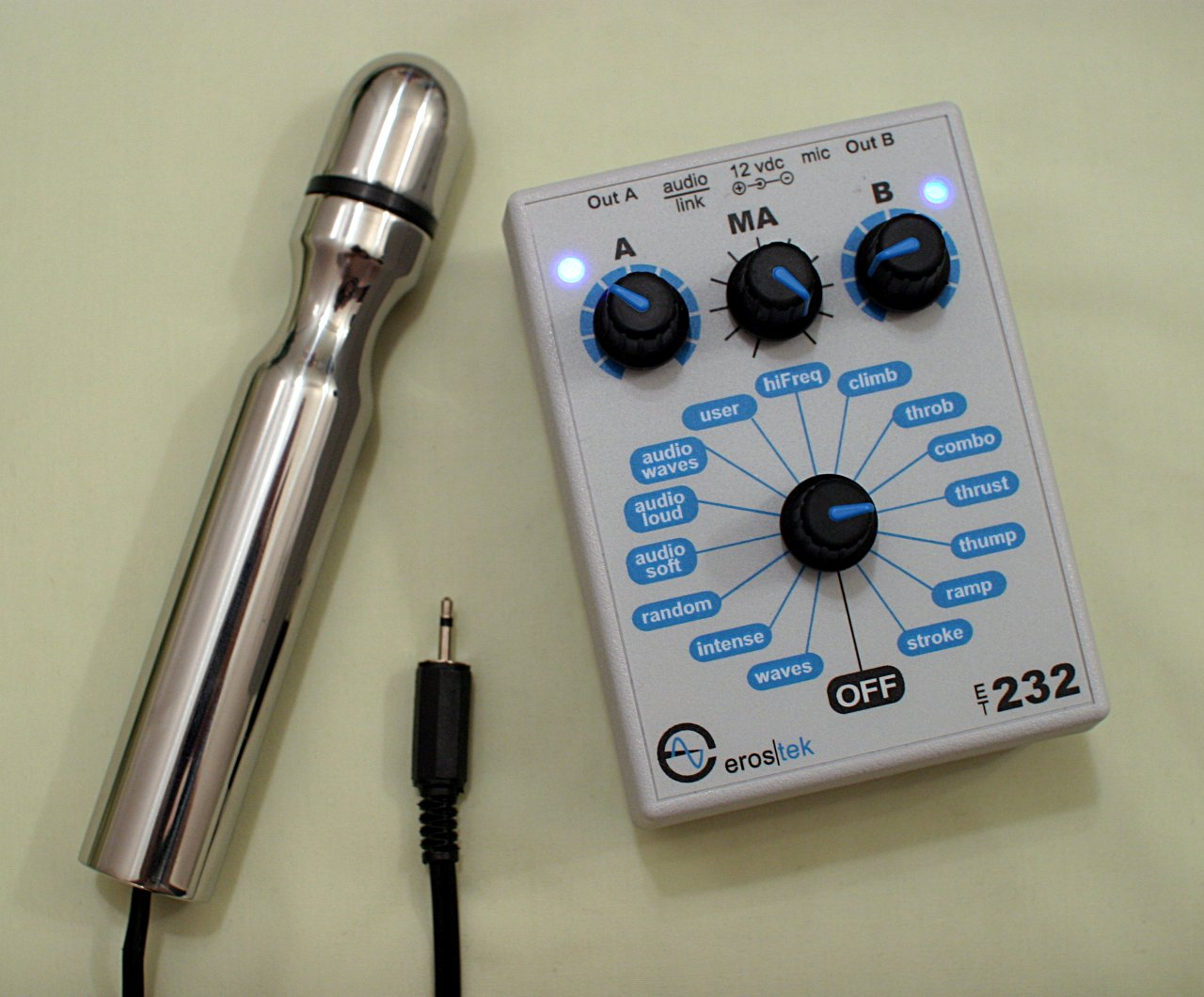
色情电刺激中使用的电源和电极

色情电刺激（缩写为e-stim，也被称为electrosex），是使用电源（如TENS，EMS，Violet wand，或made-for-play units）刺激身体（特别是性器官）的人类与性相关行为。色情电刺激与BDSM活动有关。

## 历史
出于娱乐目的相关历史至少能追溯到在18世纪40年代。在19世纪30年代，插入电极附件的小磁电机可以购买。在19世纪，出现各种电子腰带，声称能够治愈阳痿。在20世纪20年代，美国医学协会调查了这类设备，得出结论是这些设备提供“或多或少的手淫”。
到了70年代，医疗TENS也被用于电刺激（经皮神经电刺激）。在20世纪80年代专门为色情电刺激生产的首批设备面世，特别是Titillator和Pleasure Box，后来被称为PES电源箱。

## 安全性

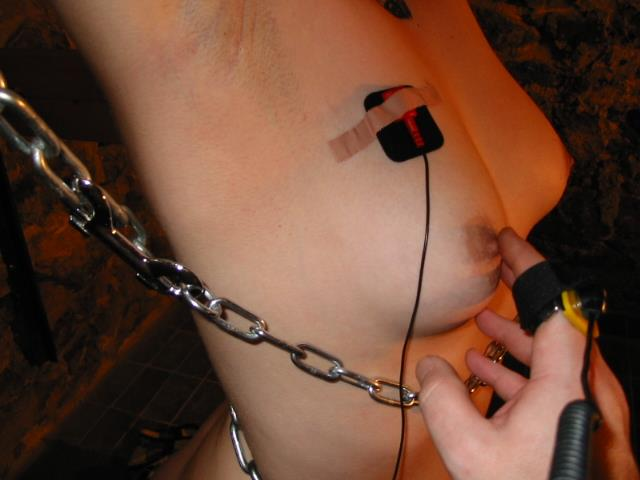
女子进行胸部电击

色情电刺激的设备设计是应用到生殖器，相关器件如阴道塞、肛门塞，直接刺激前列腺的探针，睾丸环，CBT板，阴茎环，尿道探头和其他运用到阴茎的应用。另外也有电击乳头和乳房，但电子STIM社区内中的普遍共识是腰部以下才具有安全性。尽管如此，电击右侧身体包括右乳房是远不具备风险。但是左侧乳房接近的心脏和相关神经，进行电击有可能影响心跳。
在法医相关的期刊中对于电击性刺激致死的案例有所记载。例如，《中国法医学杂志》记载有一男性使用220V市电电击乳暈获得性快感，但操作不当触电身亡。 《刑事技术》杂志记载有一男性将电线接在背部与肛门内部，形成电流闭合回路引起呼吸中枢抑制导致窒息、皮肤严重烧伤，发现时死亡。